# Bong

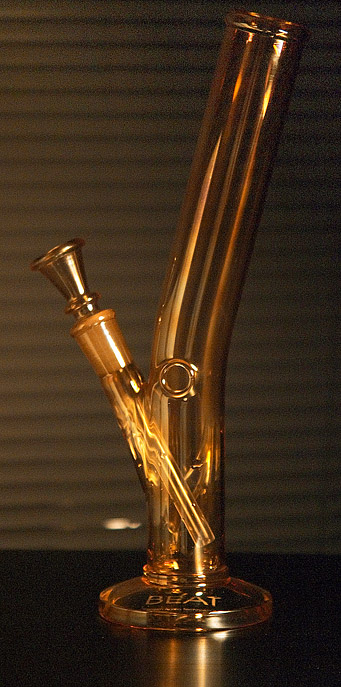
Un bong de vidrio con carburador (agujero).

Diagrama de un bong

La pipa de agua, más conocida como bong (del tailandés บ้อง /bɔ̂ŋ/ 'tubo de bambú'; vía inglés), es un dispositivo usado para fumar cannabis, tabaco u otras sustancias mediante filtración por agua, lo que permite enfriar el humo que el usuario va a inhalar. De manera que, en esencia, funciona igual que un narguile, excepto que es más pequeño y portátil. 
De hecho, se puede construir un bong a partir de cualquier recipiente hermético al aire (e impermeable al agua), un tallo y una cazoleta. La marihuana se coloca en dicha cazoleta y se prende. Al dar la calada, el tallo llevará el aire por debajo del nivel de agua, donde burbujeará hacia arriba por el cuello. 
La mayoría de bongs están hechos de vidrio de borosilicato, el cual es resistente al calor. 

## Historia

### Escitas
Las excavaciones de un kurgán en Rusia en 2013 revelaron que los jefes tribales escitas usaban bongs de oro hace 2400 años para fumar cannabis y opio. El kurgán fue descubierto por unos trabajadores que construían una nueva línea de tren.

### Antigua China
El uso de una pipa de agua para fumar se introdujo en China a finales de la dinastía Ming (siglo XVI), junto con el tabaco, a través de Persia y la Ruta de la Seda. Durante la dinastía Qing, se convirtió en el método más popular para fumar tabaco, pero su popularidad cayó al comenzar la República. Aunque el bong era usado normalmente por plebeyos, se sabe que también fue consumido por la emperatriz Cixi en tabaqueras chinas u otros. Según el Departamento de la Casa Imperial, Cixi fue enterrada con al menos tres pipas de agua; algunas de sus colecciones se pueden ver en el Museo del Palacio.

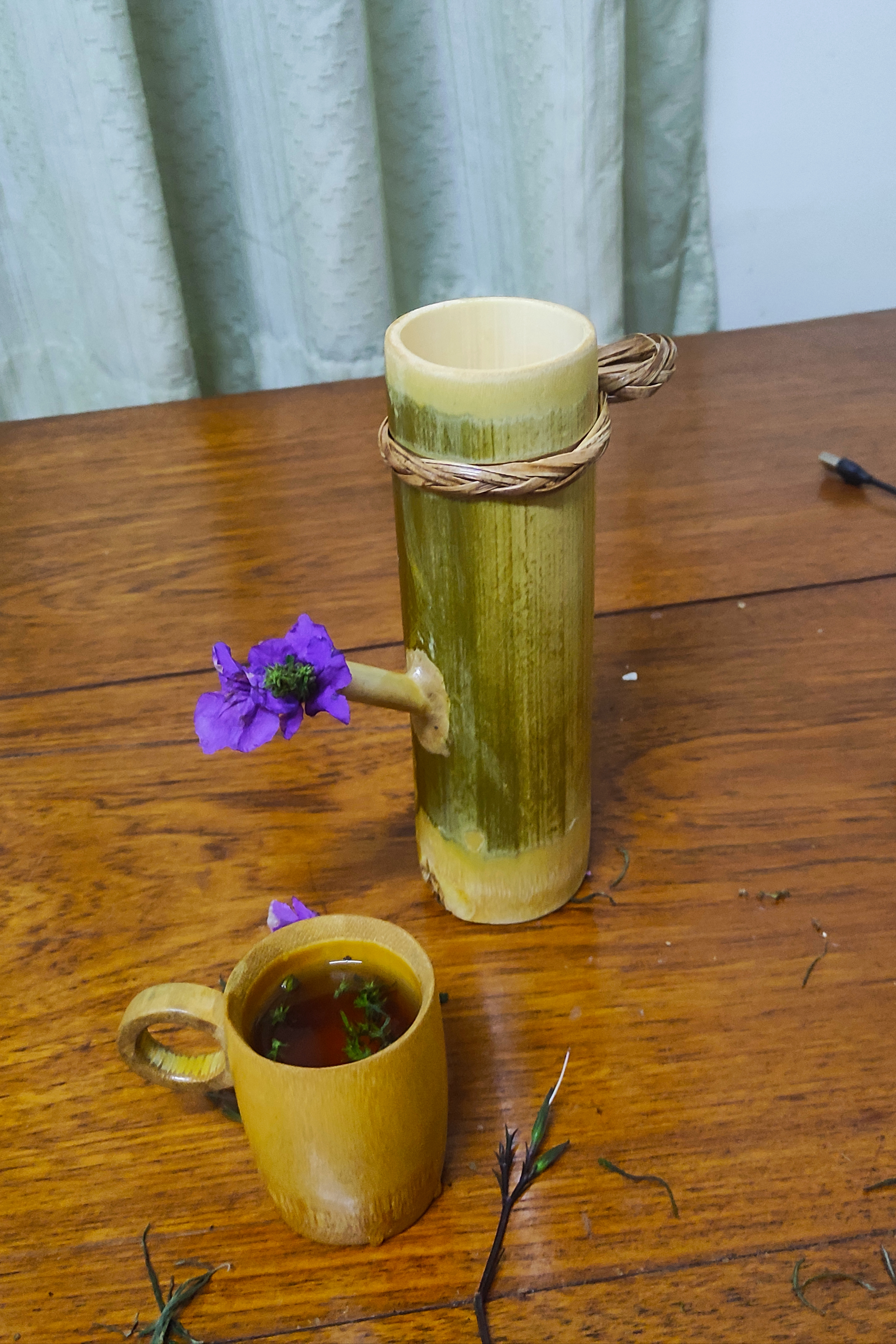
Bong de bambú estilo tailandés

### Guerra de Vietnam
Durante la Guerra de Vietnam (1955-1975), se establecieron cinco bases militares en área tailandesa. Por aquél entonces, Tailandia era uno de los principales exportadores de cannabis. Los soldados allí presentes adoptaron de los aldeanos el hábito de fumar en baung, un trozo alargado de bambú con agua para fumarlo. Posteriormente, Estados Unidos consiguió extinguir exitosamente el narcotráfico tailandés.

## Uso
El agua atrapa las partículas más pesadas y las moléculas solubles en el agua, evitando que entren en las vías respiratorias del fumador. La mecánica de un bong es comparable a la botella de lavado de gas usada en los laboratorios.